# Czujki
Czujki (biał. Чуйкі; ros. Чуйки) – wieś na Białorusi, w obwodzie witebskim, w rejonie szarkowszczyńskim, w sielsowiecie Stanisławowo.

## Historia
W czasach zaborów w granicach Imperium Rosyjskiego.
W dwudziestoleciu międzywojennym wieś leżała w Polsce, w województwie wileńskim, w powiecie duniłowickim (od 1926 postawskim), w gminie Łuck (od 1927 gmina Kozłowszczyzna).
Według Powszechnego Spisu Ludności z 1921 roku zamieszkiwały tu 53 osoby, 52 były wyznania rzymskokatolickiego, a 1 prawosławnego. Jednocześnie 52 mieszkańców zadeklarowało polską przynależność narodową, a 1 białoruską. Było tu 10 budynków mieszkalnych. W 1931 w 9 domach zamieszkiwało 49 osób.
Miejscowość należała do parafii rzymskokatolickiej w Szarkowszczyźnie. Podlegała pod Sąd Grodzki w Duniłowiczach i Okręgowy w Wilnie; właściwy urząd pocztowy mieścił się w Kozłowszczyźnie.
W 1938 roku miejscowość należała do gromady Wasiuki gminy Kozłowszczyzna.